# Ние сме вундеркинди
„Ние сме вундеркинди“ (на немски: Wir Wunderkinder) е западногерманска комедия от 1958 година, адаптация на едноименен роман.

## Сюжет
Сюжетът на филма проследява живота на двама съученици, Ханс Бьокел (Хансьорг Хелми) и Бруно Тишес (Роберт Граф) от измисления град Нойщат ан дер Нитце, на фона на историята на Германия през първата половина на XX век.
В деня на честването на стогодишнината от Битката при Лайпциг през 1913 година двете момчета, Ханс и Бруно се промъкват в дирижабъла, който да ги отведе в Лайпциг, носейки лавров венец за император Вилхелм II. Ханс е заловен и наказан, а Бруно заминава надалеч. Той предизвиква повреда в дирижабъла, който е принуден да се приземи аварийно далеч от Лайпциг. Въпреки това, Бруно се хвали на всеослушание за своето пътуване и срещата си с кайзера, за което получава похвали и подаръци. Този случай бележи тенденцията за бъдещето на двете момчета. Докато трудолюбивият Ханс трябва да се бори за всичко в живота си, безгрижният Бруно постига всичко благодарение на късмета си, без дори да се затормозява.
След края на Първата световна война Бруно започва работа в „Банкхаус Щайн & Ко“ благодарение на своя съученик Зигфрид Щайн (Пинкас Браун), син и наследник на собственика на банката. Той също така се занимава и с тъмни сделки на черния пазар. Няколко години по-късно, по време на суперинфлацията през 1923 година, на Ханс му се налага да продава вестници, за да може да си плати пътя до университета в Мюнхен. Бруно му се обажда и го моли за малко храна и пари, защото е напуснал работа с мотива, че повече няма да робува на еврейския капитал и се е присъединил към партията на Адолф Хитлер. Ханс се влюбва в своята състудентка Вера фон Лиевен (Вера Фридберг), която се разболява и заминава за Швейцария, за да се погрижи за здравето си. Той завършва докторат и започва работа като журналист в един мюнхенски вестник. Бруно, който е член на НСДАП, прави кариера като нацист.
По време на едно парти през 1932 година Ханс се запознава с Кирстен (Йохана фон Кочиан), студентка от Дания. След като нацистите завземат властта, Зигфрид Щайн посещава Ханс и го моли за помощ. Той иска да знае дали веднага да избяга зад граница или да изчака издаването на паспорт. Ханс обещава да говори с Бруно, който е в позицията на управляващ, благодарение на членството си в партията, и живее в голяма къща, конфискувана от един еврейски лекар. Ханс открива, че Бруно не е склонен да помогне на един евреин, въпреки че са съученици и приятели.
Вера се свързва с Ханс и го моли да се срещнат във Верона. Той тръгва натам, но още преди да пристигне, Вера разбира, че баща ѝ е принуден да напусне окупираната от нацистите Германия, изоставяйки след себе си цялото им имущество. Тя решава да го последва във Франция, където ги открива Ханс. Когато Ханс се завръща в Мюнхен, той разбира, че Кирстен си е заминала за Дания, а нацистите са закрили вестника и той е останал без работа. Ханс се обръща за помощ към Бруно, който е склонен да сътрудничи, но само при положение, че Ханс се присъедини към партията. Ханс отказва.
През 1939 година Кирстен се връща в Мюнхен, където Ханс работи като продавач в една книжарница. Те двамата заминават заедно за Дания и сключват брак, но когато започва Втората световна война, Ханс трябва да се завърне в Германия и Кирстен тръгва с него. В последните години на нацистката власт Бруно е на върха на славата и през 1944 година изнася пламенни речи.
След края на войната Ханс, който е бил военнопленник, се завръща в Нойщат. Той, Кирстен и двете им деца живеят в мизерни условия, докато Бруно, който е променил фамилното си име на „Андерс“, тъне в разкош, благодарение на сделките си на черния пазар. Материалното състояние на семейство Бьокел се променя, когато Зигфрид Щайн, сега член на окупационните сили, дава работа на Ханс в един мюнхенски вестник.
Икономиката на Германия започва да се развива и Бруно получава поста на изпълнителен директор в мощна компания, докато Ханс продължава да работи като журналист. Когато Ханс пише критична статия, разкриваща нацисткото минало на Бруно, той посещава началника на Ханс и го заплашва, че ще организира бойкот срещу вестника, ако Ханс не напише опровержение на статията. Ханс отказва и разгневеният Бруно напуска редакцията. Изоставен от късмета си, той пада в празна асансьорна шахта и загива на място.

## В ролите
- Хансьорг Хелми като Ханс Бьокел
- Роберт Граф като Бруно Тишес
- Йохана фон Кочиан като Кирстен Хансен
- Вера Фридберг като Вера фон Лиевен
- Елизабет Фликеншилд като Мари Мейсегейер
- Ингрид Пан като Доди Мейсегейер
- Ингрид ван Берген като Евелин Мейсегейер
- Юрген Гослар като Шали Мейсегейер
- Татяна Сайс като госпожа Хефлинген
- Лизъл Карлщад като госпожа Розелиеб
- Михаел Ланг като Антон Розелиеб
- Волфганг Мюлер като Хюго
- Петер Люр като главния редактор Фогел
- Ханс Лейбелт като господин Лютенйенс
- Лина Карстенс като госпожа Вете
- Пинкас Браун като Зигфрид Щайн
- Ернст Шлот като доктор Синсберг
- Хорст Таперт като Шиндлер, учителя
- Ото Брюгеман като доктор Енглер
- Хелмут Рудолф като барон фон Лиевен
- Карен Мари Льоверт като госпожа Хансен
- Емил Хас Кристенсен като господин Хансен

## Продукция
Заснемането на филма протича от 13 май до средата на юни 1958 година в Мюнхен, Дания, Верона и Сицилия. Вътрешните сцени са снимани в студиото в Мюнхен. В този град се състои и премиерата на филма на 28 октомври 1958 година.

## Награди
- Награда Златен глобус за най-добър чуждестранен филм от 1960 година.
- Награда Бамби за най-добър млад актьор на Хансьорг Хелми от 1958 година.
- Сребърна награда за най-добър филм от „Германските филмови награди“ през 1959 година.
- Сребърна награда за най-добра роля, изпълнена от млад актьор на Роберт Граф от „Германските филмови награди“ през 1959 година.[1]